# 戦時行政特例法
戦時行政特例法（せんじぎょうせいとくれいほう、昭和18年3月18日法律第75号）は、太平洋戦争下における軍需物資の増産・確保を図るための包括的な授権法。
1943年（昭和18年）3月12日の商工経済会法に続き、3月18日公布・同日施行された。この法律は、石油業法外十三法律廃止法律（昭和20年12月21日法律第49号）により1946年（昭和21年）1月16日に廃止された。

## 概要
当時、5重点産業として位置づけられていた鉄鋼・石炭・軽金属・造船・航空機の生産及び拡充に必要な資材・発注を巡って日本陸軍と日本海軍、企画院と各省庁の間の駆け引きが激しく実際の生産にも影響を与えていた。しかも、戦局の悪化がそれに拍車をかけていた。そこで内閣総理大臣（東条英機）の下に産業行政を一元化、集中的運用が可能となるように勅令によって他の法令の禁止・制限事項や行政庁の職権を解除・変更すること、同時に勅令によって定められた戦時行政職権特例によって5重点産業に関しては内閣総理大臣が各大臣の職権を直接行使できるものとした。これによって主要な軍需生産に関する指揮系統を内閣総理大臣のもとに一元化された。

## 当時の報道
- 同法について、東條内閣の法制局長官森山鋭一の答弁の要旨が、次のように報じられた。

「一、同法案第一号は単に生産拡充のみに限らず、各般の国力拡充運用上必要なる場合にも発動するものであることを御承知願いたい。この点については第二号の規定も同様である。第一号の発動は、まだ具体的に確定していないが若干の事例を挙げると、特別に必要なる場合には工場法の16歳未満のものおよび女子の就業時間の制限を緩和し、関税法の外国貿易船の開港以外への入港禁止を解除し、水先法の水先人たるの年齢上の資格制限を緩和するがごときことが考えられる。第二号の内容は、たとえば砂金法上の主務大臣の職種を、鉱産監督局長をして行わしむるがごときである。
一、第二号において行政庁というのは、行政官庁および市町村長などの公共団体の首長たるものをいうのであり、司法裁判所、軍隊などが裁判事務ならびに統率活動をなす場合のことを含まない。市町村その他の公共団体その他のものを含まぬ。
一、戦時行政特例法案ならびに許可認可等臨時措置法案は、いずれもすでに存する禁止制限を解除し許可認可事項などを簡捷化し、または指導監督および処分などをなす行政庁もしくは官吏の職権の単純化、簡素化を目途とするものであって、国民に対し新たな義務乃至負担を課するなど新規の統制法規を定むる如き趣旨を含むものではない。
【註】同法案の第一項第一号は、法律による人または法人の行為に対する禁止または制限の全部または一部を解除すること、同第二号は、法律により監督または命令処分その他の行為をなす甲の行政庁または官吏の職権を乙の行政庁、または官吏をして行わしむること」